# Termoli
Termoli – miejscowość i gmina we Włoszech, w regionie Molise, w prowincji Campobasso.
Według danych na rok 2004 gminę zamieszkiwało 30 425 osób, 553,2 os./km².

## Miasta partnerskie
- Chorzów, Polska
- Ruda Śląska, Polska